# دانیل اومیلانچوک
دانیل اومیلانچوک (انگلیسی: Daniel Omielańczuk؛ زادهٔ ۳۱ اوت ۱۹۸۲) ورزشکار هنرهای رزمی ترکیبی اهل لهستان است.